# Beddomeia tumida
Beddomeia tumida је пуж из реда Littorinimorpha и фамилије Hydrobiidae.

## Угроженост
Ова врста је изумрла, што значи да нису познати живи примерци.

## Распрострањење
Ареал врсте је био ограничен на једну државу. 
Аустралија је била једино познато природно станиште врсте.

## Станиште
Ранија станишта врсте су била слатководна подручја.